# Acraea chambezi
Acraea chambezi är en fjärilsart som beskrevs av Sheffield Airey Neave 1910. Acraea chambezi ingår i släktet Acraea och familjen praktfjärilar. Inga underarter finns listade i Catalogue of Life.